# Dvärgrörfly
Dvärgrörfly (Coenobia rufa) är en fjärilsart som beskrevs av Adrian Hardy Haworth 1809. Dvärgrörfly ingår i släktet Coenobia och familjen nattflyn. Enligt den svenska rödlistan är arten sårbar i Sverige. Arten förekommer i Götaland. Artens livsmiljö är våtmarker, jordbrukslandskap. Inga underarter finns listade i Catalogue of Life.

## Bildgalleri

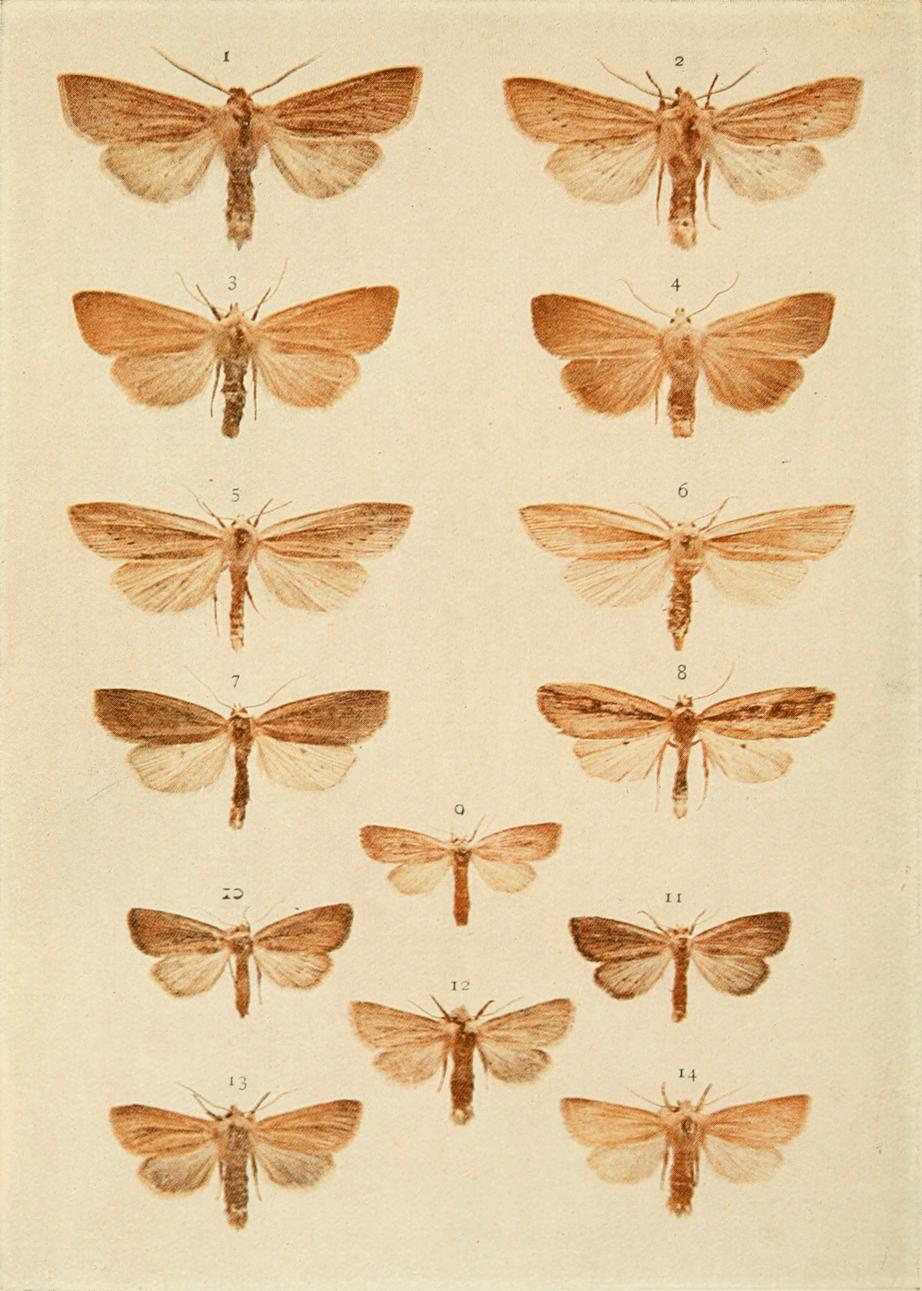